# Rio Cioara (Sălaj)
O Rio Cioara (Sălaj) é um rio da Romênia, afluente do Sălaj, localizado no distrito de Satu Mare, Sălaj e Maramureş.